# Vòng loại Giải vô địch bóng đá nữ U-17 châu Âu 2009
Vòng loại Giải vô địch bóng đá nữ U-17 châu Âu 2009 diễn ra từ 13 tháng 9 năm 2008 tới 30 tháng 4 năm 2009 nhằm xác định bốn đội tuyển lọt vào vòng chung kết tại Thụy Sĩ.
Vòng loại gồm hai giai đoạn, các bảng đấu vòng loại được tổ chức tại một địa điểm cố định. Giai đoạn thứ nhất gồm mười bảng, mỗi bảng bốn đội, trong đó mười đội đầu bảng và sáu đội nhì bảng xuất sắc nhất đi tiếp. Giai đoạn hai gồm bốn bảng bốn đội. Bốn đội nhất bảng lọt vào vòng chung kết ở Thụy Sĩ. Đội chủ nhà Thụy Sĩ vẫn phải tham dự vòng loại mà không được đặc cách vào vòng chung kết.
Các đội in nghiêng là đội chủ nhà của bảng đấu.

## Vòng loại thứ nhất
Các đội đầu bảng và các đội nhì xuất sắc nhất lọt vào vòng loại thứ hai.

### Bảng 1
| Đội        | Tr | T | H | B | BT | BB | HS  | Đ |
| ---------- | -- | - | - | - | -- | -- | --- | - |
| Bỉ         | 3  | 2 | 1 | 0 | 17 | 2  | +15 | 7 |
| Đan Mạch   | 3  | 2 | 1 | 0 | 11 | 2  | +9  | 7 |
| Kazakhstan | 3  | 1 | 0 | 2 | 3  | 18 | −15 | 3 |
| Gruzia     | 3  | 0 | 0 | 3 | 0  | 9  | −9  | 0 |

```
14 tháng 10 năm 2008
Đan Mạch   3-0 Gruzia (được xử thắng)
Bỉ        12-0 Kazakhstan
```

```
16 tháng 10 năm 2008
Kazakhstan 0-6 Đan Mạch
Bỉ         3-0 Gruzia (được xử thắng)
```

```
19 tháng 10 năm 2008
Đan Mạch   2-2 Bỉ
Gruzia     0-3 Kazakhstan (được xử thắng)
```

### Bảng 2
| Đội        | Tr | T | H | B | BT | BB | HS  | Đ |
| ---------- | -- | - | - | - | -- | -- | --- | - |
| Pháp       | 3  | 3 | 0 | 0 | 12 | 0  | +12 | 9 |
| Ý          | 3  | 2 | 0 | 1 | 4  | 6  | −2  | 6 |
| Iceland    | 3  | 0 | 1 | 2 | 0  | 2  | −2  | 1 |
| Azerbaijan | 3  | 0 | 1 | 2 | 1  | 9  | −8  | 1 |

```
7 tháng 10 năm 2008
Pháp       1-0 Iceland
Ý          3-1 Azerbaijan
```

```
9 tháng 10 năm 2008
Azerbaijan 0-6 Pháp
Ý          1-0 Iceland
```

```
12 tháng 10 năm 2008
Pháp       5-0 Ý
Iceland    0-0 Azerbaijan
```

### Bảng 3
| Đội     | Tr | T | H | B | BT | BB | HS  | Đ |
| ------- | -- | - | - | - | -- | -- | --- | - |
| Ukraina | 3  | 3 | 0 | 0 | 20 | 1  | +19 | 9 |
| Hungary | 3  | 2 | 0 | 1 | 20 | 7  | +13 | 6 |
| Litva   | 3  | 1 | 0 | 2 | 3  | 10 | −7  | 3 |
| Moldova | 3  | 0 | 0 | 3 | 0  | 25 | −25 | 0 |

```
23 tháng 10 năm 2008
Hungary  13-0 Moldova
Ukraina   4-0 Litva
```

```
25 tháng 10 năm 2008
Hungary   6-0 Litva
Moldova   0-9 Ukraina
```

```
28 tháng 10 năm 2008
Ukraina   7-1 Hungary
Litva     3-0 Moldova
```

### Bảng 4
| Đội           | Tr | T | H | B | BT | BB | HS  | Đ |
| ------------- | -- | - | - | - | -- | -- | --- | - |
| Cộng hòa Séc  | 3  | 3 | 0 | 0 | 14 | 2  | +12 | 9 |
| Bắc Macedonia | 3  | 2 | 0 | 1 | 7  | 4  | +3  | 6 |
| Ba Lan        | 3  | 1 | 0 | 2 | 7  | 5  | +2  | 3 |
| Latvia        | 3  | 0 | 0 | 3 | 1  | 18 | −17 | 0 |

```
13 tháng 9 năm 2008
Ba Lan       2-3 Macedonia
Cộng hòa Séc 10-1 Latvia
```

```
16 tháng 9 năm 2008
Ba Lan       5-0 Latvia
Macedonia    1-2 Cộng hòa Séc
```

```
18 tháng 9 năm 2008
Ba Lan       0-2 Cộng hòa Séc
Latvia       0-3 Macedonia
```

### Bảng 5
| Đội            | Tr | T | H | B | BT | BB | HS  | Đ |
| -------------- | -- | - | - | - | -- | -- | --- | - |
| Hà Lan         | 3  | 3 | 0 | 0 | 14 | 0  | +14 | 9 |
| Ireland        | 3  | 2 | 0 | 1 | 5  | 3  | +2  | 6 |
| Thổ Nhĩ Kỳ     | 3  | 1 | 0 | 2 | 5  | 6  | −1  | 3 |
| Quần đảo Faroe | 3  | 0 | 0 | 3 | 0  | 15 | −15 | 0 |

```
18 tháng 10 năm 2008
Hà Lan           8-0 Quần đảo Faroe
Cộng hòa Ireland 2-1 Thổ Nhĩ Kỳ
```

```
20 tháng 10 năm 2008
Cộng hòa Ireland 3-0 Quần đảo Faroe
Thổ Nhĩ Kỳ       0-4 Hà Lan
```

```
23 tháng 10 năm 2008
Hà Lan           2-0 Cộng hòa Ireland
Thổ Nhĩ Kỳ       4-0 Quần đảo Faroe
```

### Bảng 6
| Đội      | Tr | T | H | B | BT | BB | HS  | Đ |
| -------- | -- | - | - | - | -- | -- | --- | - |
| Đức      | 3  | 3 | 0 | 0 | 30 | 0  | +30 | 9 |
| Phần Lan | 3  | 1 | 1 | 1 | 8  | 10 | −2  | 4 |
| Serbia   | 3  | 1 | 1 | 1 | 8  | 13 | −5  | 4 |
| Bulgaria | 3  | 0 | 0 | 3 | 0  | 23 | −23 | 0 |

```
16 tháng 9 năm 2008
Phần Lan  6-0 Bulgaria
Đức      11-0 Serbia
```

```
18 tháng 9 năm 2008
Phần Lan  2-2 Serbia
Đức      11-0 Bulgaria
```

```
21 tháng 9 năm 2008
Đức       8-0 Phần Lan
Serbia    6-0 Bulgaria
```

### Bảng 7
| Đội       | Tr | T | H | B | BT | BB | HS  | Đ |
| --------- | -- | - | - | - | -- | -- | --- | - |
| Thụy Điển | 3  | 2 | 1 | 0 | 22 | 1  | +21 | 7 |
| Nga       | 3  | 2 | 1 | 0 | 15 | 1  | +14 | 7 |
| Slovenia  | 3  | 1 | 0 | 2 | 6  | 10 | −4  | 3 |
| Armenia   | 3  | 0 | 0 | 3 | 0  | 31 | −31 | 0 |

```
15 tháng 10 năm 2008
Nga        5-0 Slovenia
Thụy Điển 16-0 Armenia
```

```
17 tháng 10 năm 2008
Nga        9-0 Armenia
Slovenia   0-5 Thụy Điển
```

```
20 tháng 10 năm 2008
Thụy Điển  1-1 Nga
Armenia    0-6 Slovenia
```

### Bảng 8
| Đội      | Tr | T | H | B | BT | BB | HS  | Đ |
| -------- | -- | - | - | - | -- | -- | --- | - |
| Thụy Sĩ  | 3  | 3 | 0 | 0 | 11 | 0  | +11 | 9 |
| Scotland | 3  | 2 | 0 | 1 | 6  | 2  | +4  | 6 |
| Belarus  | 3  | 0 | 1 | 2 | 0  | 7  | −7  | 1 |
| Israel   | 3  | 0 | 1 | 2 | 0  | 8  | −8  | 1 |

```
18 tháng 10 năm 2008
Scotland    5-0 Israel
Thụy Sĩ     6-0 Belarus
```

```
20 tháng 10 năm 2008
Thụy Sĩ     3-0 Israel
Belarus     0-1 Scotland
```

```
23 tháng 10 năm 2008
Scotland    0-2 Thụy Sĩ
Israel      0-0 Belarus
```

### Bảng 9
| Đội         | Tr | T | H | B | BT | BB | HS  | Đ |
| ----------- | -- | - | - | - | -- | -- | --- | - |
| Tây Ban Nha | 3  | 3 | 0 | 0 | 12 | 1  | +11 | 9 |
| Wales       | 3  | 2 | 0 | 1 | 9  | 2  | +7  | 6 |
| Croatia     | 3  | 0 | 1 | 2 | 1  | 5  | −4  | 1 |
| România     | 3  | 0 | 1 | 2 | 1  | 15 | −14 | 1 |

```
21 tháng 10 năm 2008
Wales        7-0 România
Tây Ban Nha  3-0 Croatia
```

```
23 tháng 10 năm 2008
România      0-7 Tây Ban Nha
Wales        1-0 Croatia
```

```
26 tháng 10 năm 2008
Tây Ban Nha  2-1 Wales
Croatia      1-1 România
```

### Bảng 10
| Đội     | Tr | T | H | B | BT | BB | HS  | Đ |
| ------- | -- | - | - | - | -- | -- | --- | - |
| Na Uy   | 3  | 3 | 0 | 0 | 13 | 1  | +12 | 9 |
| Anh     | 3  | 2 | 0 | 1 | 8  | 2  | +6  | 6 |
| Hy Lạp  | 3  | 0 | 1 | 2 | 1  | 9  | −8  | 1 |
| Estonia | 3  | 0 | 1 | 2 | 1  | 11 | −10 | 1 |

```
19 tháng 9 năm 2008
Anh          4-0 Hy Lạp
Na Uy        7-0 Estonia
```

```
21 tháng 9 năm 2008
Na Uy        4-0 Hy Lạp
Estonia      0-3 Anh
```

```
24 tháng 9 năm 2008
Anh          1-2 Na Uy
Hy Lạp       1-1 Estonia
```

### Xếp hạng đội nhì bảng
Chỉ các trận đấu với đội nhất bảng và thứ ba mới được sử dụng để xác định thứ hạng.
| Bảng | Đội           | Tr | T | H | B | BT | BB | HS | Đ |
| ---- | ------------- | -- | - | - | - | -- | -- | -- | - |
| 1    | Đan Mạch      | 2  | 1 | 1 | 0 | 8  | 2  | +6 | 4 |
| 7    | Nga           | 2  | 1 | 1 | 0 | 6  | 1  | +5 | 4 |
| 10   | Anh           | 2  | 1 | 0 | 1 | 5  | 2  | +3 | 3 |
| 3    | Hungary       | 2  | 1 | 0 | 1 | 7  | 7  | 0  | 3 |
| 4    | Bắc Macedonia | 2  | 1 | 0 | 1 | 4  | 4  | 0  | 3 |
| 9    | Wales         | 2  | 1 | 0 | 1 | 2  | 2  | 0  | 3 |
| 5    | Ireland       | 2  | 1 | 0 | 1 | 2  | 3  | −1 | 3 |
| 8    | Scotland      | 2  | 1 | 0 | 1 | 1  | 2  | −1 | 3 |
| 2    | Ý             | 2  | 1 | 0 | 1 | 1  | 5  | −4 | 3 |
| 6    | Phần Lan      | 2  | 0 | 1 | 1 | 2  | 10 | −8 | 1 |

## Vòng loại thứ hai
Bốn đội đầu bảng lọt vào vòng chung kết tại Thụy Sĩ.

### Bảng 1
| Đội           | Tr | T | H | B | BT | BB | HS  | Đ |
| ------------- | -- | - | - | - | -- | -- | --- | - |
| Na Uy         | 3  | 2 | 1 | 0 | 12 | 3  | +9  | 7 |
| Thụy Điển     | 3  | 2 | 1 | 0 | 6  | 0  | +6  | 7 |
| Ukraina       | 3  | 1 | 0 | 2 | 6  | 10 | −4  | 3 |
| Bắc Macedonia | 3  | 0 | 0 | 3 | 4  | 15 | −11 | 0 |

```
8 tháng 4 năm 2009
Ukraina   0-5 Thụy Điển
Na Uy     9-2 Macedonia
```

```
10 tháng 4 năm 2009
Ukraina   5-2 Macedonia
Thụy Điển 0-0 Na Uy
```

```
13 tháng 4 năm 2009
Na Uy     3-1 Ukraina
Macedonia 0-1 Thụy Điển
```

### Bảng 2
| Đội          | Tr | T | H | B | BT | BB | HS | Đ |
| ------------ | -- | - | - | - | -- | -- | -- | - |
| Tây Ban Nha  | 3  | 3 | 0 | 0 | 10 | 1  | +9 | 9 |
| Cộng hòa Séc | 3  | 2 | 0 | 1 | 3  | 3  | 0  | 6 |
| Anh          | 3  | 0 | 1 | 2 | 1  | 4  | −3 | 1 |
| Bỉ           | 3  | 0 | 1 | 2 | 1  | 7  | −6 | 1 |

```
5 tháng 4 năm 2009
Bỉ          0-1 Cộng hòa Séc
Tây Ban Nha 2-0 Anh
```

```
7 tháng 4 năm 2009
Bỉ          0-5 Tây Ban Nha
Anh         0-1 Cộng hòa Séc
```

```
10 tháng 4 năm 2009
Tây Ban Nha 3-1 Cộng hòa Séc
Anh         1-1 Bỉ
```

### Bảng 3
| Đội     | Tr | T | H | B | BT | BB | HS  | Đ |
| ------- | -- | - | - | - | -- | -- | --- | - |
| Đức     | 3  | 3 | 0 | 0 | 16 | 0  | +16 | 9 |
| Thụy Sĩ | 3  | 2 | 0 | 1 | 3  | 7  | −4  | 6 |
| Nga     | 3  | 1 | 0 | 2 | 4  | 8  | −4  | 3 |
| Hungary | 3  | 0 | 0 | 3 | 2  | 10 | −8  | 0 |

```
9 tháng 4 năm 2009
Thụy Sĩ   1-0 Hungary
Đức       4-0 Nga
```

```
11 tháng 4 năm 2009
Nga       1-2 Thụy Sĩ
Đức       6-0 Hungary
```

```
14 tháng 4 năm 2009
Thụy Sĩ   0-6 Đức
Hungary   2-3 Nga
```

### Bảng 4
| Đội      | Tr | T | H | B | BT | BB | HS  | Đ |
| -------- | -- | - | - | - | -- | -- | --- | - |
| Pháp     | 3  | 2 | 1 | 0 | 7  | 0  | +7  | 7 |
| Hà Lan   | 3  | 2 | 1 | 0 | 7  | 1  | +6  | 7 |
| Đan Mạch | 3  | 0 | 1 | 2 | 1  | 4  | −3  | 1 |
| Wales    | 3  | 0 | 1 | 2 | 2  | 12 | −10 | 1 |

```
25 tháng 3 năm 2009
Pháp      5-0 Wales
Hà Lan    1-0 Đan Mạch
```

```
27 tháng 3 năm 2009
Đan Mạch  0-2 Pháp
Hà Lan    6-1 Wales
```

```
30 tháng 3 năm 2009
Pháp      0-0 Hà Lan
Wales     1-1 Đan Mạch
```